# Сулятицкий, Степан Петрович
Степа́н Суляти́цкий (укр. Суляти́цький Степа́н; 24 августа 1897, село Березов Яблоневского района Станиславской области — 1978) — украинский коллаборационист, деятель ОУН(м) (фракция А. Мельника).
В 1918 году был хорунжим в корпусе «сечевых стрельцов», затем служил сотником в Украинской Галицкой армии. В 1938—1939 боец «Карпатской сечи» — вооружённых формирований Карпатской Украины. В 1940 году — в Кракове, руководитель военной референтуры ОУН (М). Был завербован Абвером под псевдонимом «Сулла», один из руководителей немецкой разведшколы в Кракове.
После начала Великой Отечественной войны — сотрудник абвергруппы-209. Не позднее 20 сентября 1941 г. в составе походных групп ОУН прибыл в Киев, где принимал участие в формировании городской управы и полиции. В дальнейшем сотрудничал с СД, содействовал аресту и уничтожению многих бандеровцев.
После войны создал в американской зоне оккупации (г. Штамберг) шпионско-диверсионную школу, сотрудничал также с западно-немецкой и итальянской разведками.